# Albelda
Albelda település Spanyolországban, Huesca tartományban. Albelda Alcampell, Castillonroy, Alfarràs, Almenar és Baélls községekkel határos. Lakosainak száma 709 fő (2024).

## Népesség
A település lakosságának változását az alábbi diagram mutatja:
| Lakosok száma | 928  | 877  | 892  | 861  | 839  | 762  | 735  | 698  | 686  | 709  |
|               | 2001 | 2004 | 2006 | 2009 | 2011 | 2014 | 2016 | 2019 | 2021 | 2024 |